# Polidecto
Polidecto, na mitologia grega, era rei da ilha de Sérifo, na qual o caixão com Dânae e seu filho Perseu tinha ido parar.

## Versão de Pseudo-Apolodoro
Ele e seu irmão Díctis eram filhos de Magnes com uma ninfa, tendo colonizado Sérifo.
Polidecto apaixonou-se pela mãe de Perseu, mas não conseguia chegar nela porque Perseu já era crescido e o impedia. Então ele mandou Perseu trazer a cabeça da Medusa.
Quando Perseu voltou com a cabeça da Medusa e percebeu que Polidecto estava perseguindo seu irmão Díctis e Dânae, ele o transformou em estátua de pedra, deixando Díctis como rei de Sérifo.

## Versão de Higino
Polidectes é filho de Magnes, e manda Perseu para trazer a cabeça da Medusa. Polidectes casa-se com Dânae, e morre quando Acrísio chega para levar Perseu. Nos jogos fúnebres em honra de Polidectes, Perseu mata Acrísio por acidente

## Versão de Hesíodo
Polidecto e Díctis são filhos de Magnes, irmão de Macedon.